# Anopheles aztecus
Anopheles aztecus este o specie de țânțari din genul Anopheles, descrisă de Hoffmann în anul 1935. Conform Catalogue of Life specia Anopheles aztecus nu are subspecii cunoscute.